# San Giorgio Piacentino
San Giorgio Piacentino – miejscowość i gmina we Włoszech, w regionie Emilia-Romania, w prowincji Piacenza.
Według danych na rok 2004 gminę zamieszkiwało 5236 osób, 106,9 os./km².